# Mike Müller

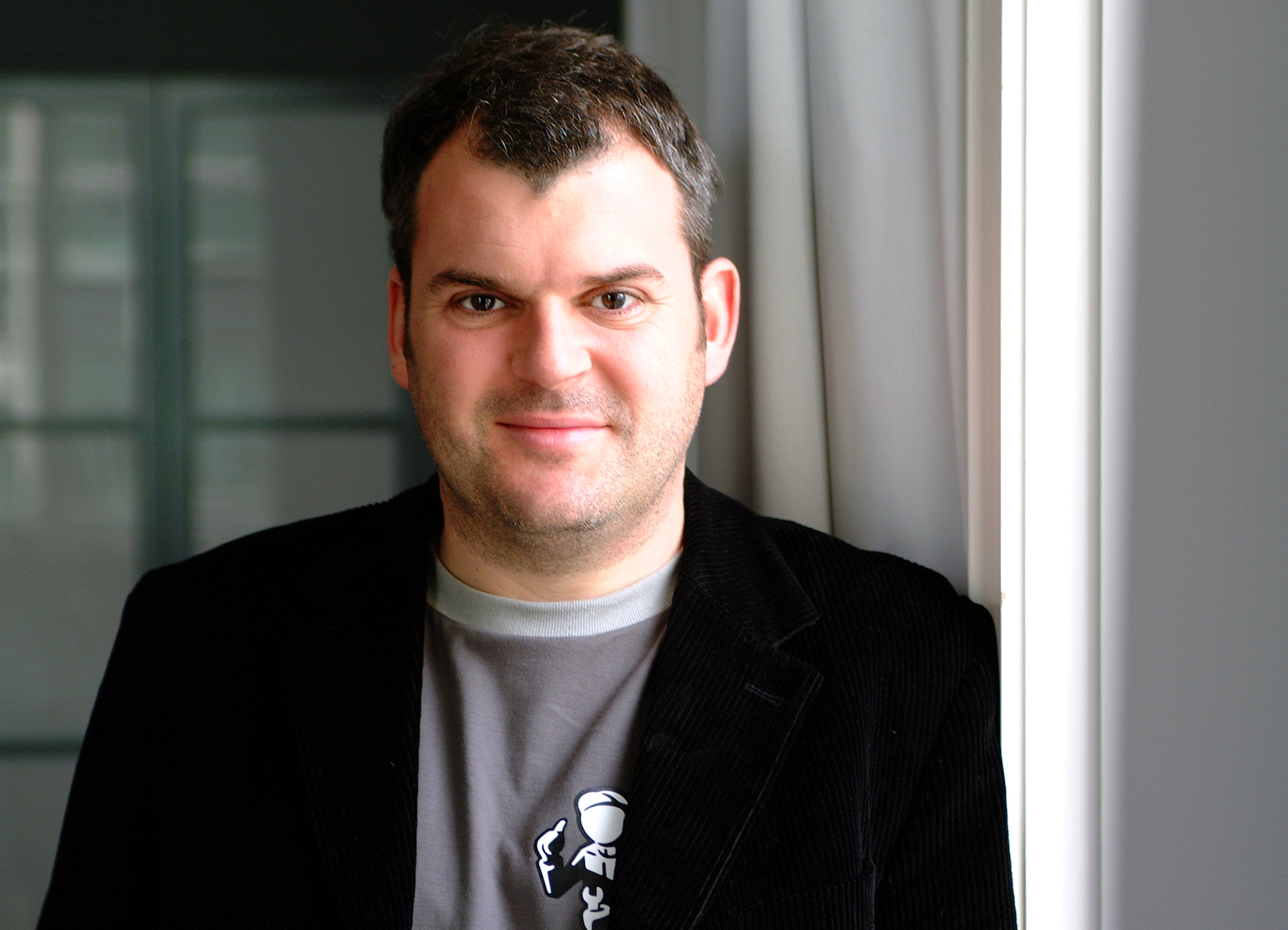
Mike Müller (2009)

Michael «Mike» Müller (* 25. Oktober 1963 in Grenchen) ist ein Schweizer Schauspieler.

## Leben und Karriere
Mike Müller besuchte die Primarschule zuerst in Zuchwil, später in Trimbach. 1984 schloss er an der Kantonsschule Olten die Matura ab. Im Jahr 1983 gründete er mit Freunden die «Theatergruppe Olten» (anfänglich «Jugendtheatergruppe Olten» genannt), aus der das «Theaterstudio Olten» hervorging. Müller studierte während 27 Semestern Philosophie und schloss mit dem Lizenziat ab. Er besuchte nach dem Studium Schauspiel-Workshops in Berlin, Wien und Zürich. Durch seine Produktionen im Kabarett, in Satiresendungen und auf der Theaterbühne ist er in der Schweiz und in Deutschland bekannt geworden. Des Weiteren engagiert er sich insbesondere im Casinotheater Winterthur. In der SRF-Krimiserie Der Bestatter spielte er in sieben Staffeln die Hauptrolle Luc Conrad.
Mike Müller tritt häufig in satirischen Rollen auf. In der Deutschschweiz wurde er vor allem bekannt mit seinen Parodien im Satiremagazin Viktors Spätprogramm für das Schweizer Fernsehen. Vom 27. Januar 2008 bis zum 11. Dezember 2016 war er zusammen mit Viktor Giacobbo auf SRF 1 in der satirischen Sendung Giacobbo/Müller jeweils am Sonntagabend zu sehen. In seiner hierfür geschaffenen Rolle als Burri Hanspeter hatte er 2009 einen Auftritt am Arosa Humor-Festival.

## Figuren und Parodien
Zu den Figuren, die Müller in der Sendung Giacobbo/Müller verkörperte, gehören Hanspeter Burri, ein Berndeutsch sprechender Experte, der Fachvorträge hält, Mergim Muzzafer, ein eingewanderter Albaner, der Tipps für das Leben in der Schweiz gibt, Schorsch Rickenbacher, ein Baselbieterdeutsch sprechender Sicherheitsexperte, der die fiktive Sendung Security TV moderiert, und Jean-Luc Zimmermann, ein Geschäftsleitungsmitglied eines Kreditinstituts. Zu den von Mike Müller parodierten Persönlichkeiten zählen Peter Bichsel, Toni Brunner, Gölä, Bischof Haas, Kim Jong-un, Hans-Rudolf Merz, Frank A. Meyer, Beat Schlatter, Mike Shiva.

## Theater
- OFF OFF Bühne, Zürich
- Theaterhaus Gessnerallee (Forever Godard, Inszenierung durch Igor Bauersima)
- Casinotheater Winterthur (Ein seltsames Paar, schweizerdeutsche Fassung nach The Odd Couple von Neil Simon, 2005; Sickmen, Konversationsstück für drei Männer, mit Patrick Frey und Viktor Giacobbo)
- Schauspielhaus Zürich (Hinter den sieben Gleisen von Kurt Früh, Inszenierung durch Rafael Sanchez 2004/2005; Molières Der Geizige, Inszenierung durch Werner Düggelin; Brand von Henrik Ibsen, Regie: Niklaus Helbling)
- Erfolg als Chance, von und mit Patrick Frey, Viktor Giacobbo und Mike Müller, Regie: Tom Ryser, 2009

Er ist auch Co-Autor verschiedener Programme, etwa Sickmen, Erfolg als Chance, Mother T. oder RAF unplugged.

## Filmografie
- 2000: Studers erster Fall
- 2001: Ernstfall in Havanna
- 2002: Dario M.
- 2003: Au large de Bad Ragaz
- 2003: Achtung, fertig, Charlie!
- 2003: Strähl
- 2005: Undercover
- 2005: Mein Name ist Eugen
- 2006: Alles bleibt anders, TV-Spielfilm
- 2007: Tell
- 2009:  Flug in die Nacht – Das Unglück von Überlingen
- 2012: Das Missen Massaker
- 2012: Dead Fucking Last
- 2013–2019: Der Bestatter, TV-Krimi-Serie
- 2016: Die Welt der Wunderlichs
- 2020: Moskau Einfach!
- 2023: Der Bestatter – Der Film

## Auszeichnungen
- 2005: Prix Walo der Sparte «bester Schauspieler»
- 2013: Prix Walo der Sparte «bester Schauspieler»
- 2017: Schweizer Fernsehfilmpreis (Spezialpreis) im Rahmen der Solothurner Filmtage für die Hauptrolle in Der Bestatter
- 2022: Schweizer Kabarett-Preis Cornichon
- 2022: Schweizer Preis Darstellende Künste